# 跳灰
《跳灰》是1976年上映的一部香港電影，由梁普智和蕭芳芳執導，陳欣健編劇，陳星、蕭芳芳和陳惠敏主演。《跳灰》被視為香港1970年代「新浪潮電影」的先驅，其拍攝手法、劇本及人物描寫皆與之前的香港電影大為不同。《跳灰》拍攝於廉政公署成立後，描寫警務處對付毒販的故事。編劇陳欣健出身於香港警界，故此對劇中的警察描寫寫實，而且為具有正義感之正面人物，與此前香港電影中形象化的探長角色截然不同；故此，《跳灰》亦被視為香港電影中首部真正的警匪片。除此以外，電影歌曲〈大丈夫〉及〈問我〉至今仍然是粵語流行曲中的經典。

## 內容
一宗發生於荷蘭之凶殺案，被懷疑是商人董祥德所指使。香港警方派探員梁嘉倫調查此案。董祥德表面是正當商人，實則是毒販，暗地進行販毒行為。而由於牽涉層面太大，梁嘉倫在查到中途被上司勒令放假三個月，但其間梁仍暗中繼續調查，至拘捕董祥德為止。

## 角色
- 蕭芳芳 飾 佩珊
- 梁嘉倫 飾 梁嘉倫
- 林偉祺 飾 董祥德
- 陳星 飾 笑面虎
- 陳惠敏 飾 殺手
- 盧海鵬 飾 彭沙展
- 李志中 飾 凌警司
- 胡楓 飾 方醫生
- 尹多明 飾 驗屍官
- 區樹湛 飾 老鼠仔
- 楊貫一 飾 翁律師
- 陳積奇 飾 練馬師

## 關於戲名
- 「糶」即「賣」，音「跳」[註 1]；毒品海洛英，粵語俗稱「白粉」，黑語為「灰」；「糶灰」即賣白粉、販毒，取諧音作「跳灰」。

## 電影歌曲
- 主題曲〈大丈夫〉 作曲：劉家昌 填詞：黃霑 主唱：關正傑
- 插曲〈問我〉 作曲：黎小田 填詞：黃霑 主唱：陳麗斯

## 關連項目
- 第凡內早餐

## 外部連結
- 香港影庫上《跳灰》的資料（繁體中文）
- 时光网上《跳灰》的資料（简体中文）
- 豆瓣电影上《跳灰》的資料 （简体中文）
- AllMovie上《跳灰》的资料（英文）
- 互联网电影数据库（IMDb）上《跳灰》的资料（英文）